# Kostel Všech svatých (Libochovice)
Děkanský kostel Všech svatých v Libochovicích je původně gotickou, v letech 1700–1705 barokně přestavěnou sakrální stavbou s bohatou štukovou výzdobou, stojící nedaleko libochovického zámku. Je farním chrámem ve kterém se pravidelně konají bohoslužby. Od roku 1964 je chráněn jako kulturní památka.

## Historie

### Původní kostel
V Libochovicích byla plebánie s kostelem již před rokem 1352. Na místě současného stál původně gotický kostel ze 14. století zmiňovaný roku 1382 a to jako farní kostel. O podobě kostela v nejstarší době není známo nic konkrétního, ale patrně se jednalo o jednoduchou stavbu podobnou dodnes zachovalých gotickým kostelům té doby. Kolem kostela byl hřbitov obehnaný vysokou zdí, při níž na východní straně stávala kostnice. Nový hřbitov byl založen severně od Libochovic v roce 1583. Na tomto hřbitově, kde se pohřbívá dodnes, později přibyla i kaple sv. Vavřince. U farního kostela se pak již pohřbívalo pouze výjimečně. K vnitřnímu vybavení původního kostela uvádí zpráva z roku 1400, že tehdejší majitelé Libochovic, pánové z Hazmburka darovali kostelu sedm kop grošů na zřízení oltáře Navštívení Panny Marie. Existuje další zmínka z roku 1567, kdy měšťan Ondřej Ježíšek daroval kostelu stříbrný křížek s ostatky svatých. K tomuto původnímu kostelu byla roku 1541 přistavěna renesanční věž, což připomíná letopočet nad vchodem a znak Jana III. z Hazmburka.
Kostel byl upraven v roce 1622 a k další úpravě došlo až po požáru ze 7. srpna 1624. Oheň kostel značně poškodil a žárem došlo i roztavení zvonů. Nové zvony byly sice za rok po požáru zavěšeny, ale i když s opravou kostela započalo záhy, práce postupovaly velmi pomalu. Ještě dlouhá léta byl kostel v pramenech uváděn jako zničený či pustý. Bohoslužby byly přeneseny do zámecké kaple Nejsvětějšího Srdce.
V roce 1661 Libochovice postihl opět požár a kostel vyhořel do základů. Zůstala pouze část oratoře spolu s kamennou věží. Z iniciativy hraběnky Ludmily Šternberkové začala práce na opětném postavení kostela. Hraběnkou najatý italský stavitel řečený Dominik však práci na kostele nedokončil a s penězi uprchl z Čech. Stavba byla v takovém stavu, že musela být stržena. Bohoslužby se pak dlouhých osmnáct let odbývaly ve staré kapli Nanebevzetí Panny Marie, která se nacházela blízko věže a díky své poloze zůstala při požáru ušetřena.

### Úsilí o obnovu
V únoru 1692 adresoval chomutovský jezuitský rektor knížeti z Dietrichsteinu do Vídně prosbu o podporu obnovení kostela. V roce 1694 již probíhaly drobné stavební práce především na věži a na budově fary. Práce byly spíše udržovací, dotované z příjmů z filiálních kostelů. Farář Mitis pobýval převážně v Budyni a byl zde také pohřben. Myšlenku obnovy kostela zastával i II. litoměřický biskup Jaroslav Ignác ze Šternberka, který pohrozil chomutovským jezuitům po smrti faráře Mitise, že jimi navrhovaného kandidáta potvrdí, až bude kostel alespoň v takovém stavu, aby se v něm mohly konat bohoslužby. Ke konfirmaci nového kněze došlo až v červnu 1695, kdy do Libochovic přišel P. Karel Hoffer, rytíř z Lobensteinu. Ten působil předtím ve Skalici, která přináležela ke královéhradeckému biskupství. Tento duchovní správce měl v litoměřické diecéze také své rodné bratry Gottfrieda, který byl farářem v nedaleké Budyni a Wilhelma, člena jezuitské koleje v Litoměřicích.
Hofferovi se podařilo uskutečnit plány na obnovu kostela. V roce 1699 se podařilo na opravu získat část finančních prostředků, především hotových peněz ze zádušního majetků ostatních kostelů ve farnosti. Částka činila 3700 zlatých. Sbírka mezi farníky vynesla dalších 214 zlatých a rektor chomutovské koleje dal osobní dar 52 zlatých. Další částkou přispěla vrchnost.

### Výstavba nového kostela
Stavba nového kostela, vedená zkušeným stavitelem Johannem Georgem Lechleitnerem z Budyně a polírem Filipem Czokem, byla zahájena 14. května 1700, a bylo k ní použito i části základního zdiva starého kostela. Kníže Dietrichstein byl o způsobu vedení stavby a průběhu prací pravidelně informován. Již v roce 1701 byla položena střecha.
Dne 1. listopadu 1705 byl kostel, i když ne zcela ještě dokončený, doksanským proboštem Brunem Kunovským, osobním přítelem litoměřického biskupa Šternberka, vysvěcen.
V dostavbě kostela a vybavení interiéru pokračovali Hofferovi nástupci faráři Václav Vojtěch Henniger, rytíř ze Seebergu (1708-1738) a Josef Jan Gallasch (1738-1773). Za Hennigerova období byla stavba kostela dovedena do konce, stávající zeď kolem kostela byla opravena a na straně přístupné z města byla postavena zeď nová. Na těchto dokončovacích pracích se finančně podíleli obyvatelé Libochovic drobnými příspěvky. V období výstavby kostela v letech 1700–1760 bylo založeno 22 laických nadací, oproti původním dvěma, o celkové nominální jistině 3900 zlatých.
Vedle kostela byla vystavěna prostorná přízemní budova fary, která se stala náhradou staré, již mnoho let neobyvatelné fary.
V roce 1727 byla nepatrně zvýšena věž a v roce 1745 byla upravena okna. Při opravě báně v roce 1748 byly v makovici nalezeny zprávy o opravách z let 1622, 1624, 1699 a 1704. K další opravě věže a k jejímu zvýšení došlo v roce 1892. Z původních šesti zvonu se ve věži dochovaly pouze dva a to: zvon Vavřinec (přelit byl roku 1739) a umíráček Michael z roku 1874.
Přímo v kostele byli často pohřbíváni, až do josefínských reforem, významní měšťané a panští úředníci.
Kostel prošel úpravou v letech 1902–1903. Došlo ke změnám v interiéru. V té době byla položena dlažba, vyměněny lavice, kostel získal novou malířskou i sochařskou výzdobu. Také v letech 1996–2005 došlo k úpravá, avšak výrazná barokní podoba kostela, získaná během první poloviny 18. století, zůstala zachována.

## Architektura

### Exteriér
Kostel je orientovaný na východ. Jedná se o barokní stavbu. Je jednolodní, obdélný, s bočními kaplemi. Presbytář s opěráky je trojboce uzavřen. Hranolová věž se nachází na severní straně; kaple, nad níž je oratoř pak na straně jižní. Boční fasády a závěr s lizénovými rámci, které jsou v přízemí i patře. Okna v přízemí jsou polokrhová, v patře segmentově zakončená. V severní stěně je obdélný vchod. Na věži s obdélným vchodem jsou lizénové rámce a segmentově zakončená okna s nástavci. Po severní straně je přístavek schodiště s letopočtem 1541 na portálku. Na severní straně v patře je tesaný házmburský znak. Západní průčelí je tříosé. Má vysoké pilastry a vpadlé pole a rámce. Portál je se štukovou supraportou a obdélným oknem s trojúhelníkovým nástavcem a bočními volutovými zdmi. Je doplněn sochou sv. Vavřince na vrcholu a sochami dvou biskupů na bočních pilířcích.

### Interiér
Presbytář má valenou klenbu se stýkajícími se lunetami. Po jižní straně má presbytář polokruhový oblouk do kaple, která má též valenou klenbu s dvěma stýkajícími se lunetami. Jak nad sakristií, tak i nad kaple vedle presbytáře jsou oratoře, které jsou do presbytáře otevřené širokým oknem stlačeného oblouku s bohatou štukovou výzdobou. Severní oratoř je sklenuta valeným pásem, jižní má valenou klenbu se stýkajícími se lunetami. Loď je sklenuta čtyřmi poli valené lunetové klenby s pásy sbíhajícími se na pilastry. Kruchta je zděná na širokém stlačeném oblouku podklenuta valenou lunetovou klenbou. Po obou stranách lodi se nacházejí kaple, které jsou otevřené polokruhovými oblouky arkád. Tribuny nad nimi jsou otevřeny stlačenými oblouky. Dvojice kaplí při presbytáři v celé šíři stavby, tvoří náznak příčné lodi. Kaple i tribuny mají valenou klenbu s lunetami a pásy. Štuková výzdoba v lodi a presbytáři pochází z 1. čtvrtiny 18. století.

## Vybavení kostela

### Oltáře
Barokní dřevěný rámový hlavní oltář pochází z roku 1745 a nahradil původní kamenný. Je na něm umístěn obraz obraz neznámého autora s námětem Nanebevzetí Panny Marie a sochy sv. Augustina a Norberta od tyrolského sochaře Bartoloměje Edera působícího v Budyně nad Ohří. Zlacená výzdoba horního dílu oltáře je dílem malíře Quida Bukleshaima původem ze Štýrka. Oltářní obraz daroval kostelu majitel panství Leopold z Dietrichsteinu a původně byl určen pro kostel Nanebevzetí Panny Marie v Polné. Obraz není dokončen, protože se, podle tradice, autor při jeho malování pomátl. V té době byla položena nová dlažba a vyměněny chrámové lavice.
Dva boční oltáře nejblíže ke kněžišti, s obrazy Ukřižování Ježíše Krista a Panny Marie Sedmibolestné, financoval v roce 1711 zámecký zahradník Jan Tulipán, který je zároveň donátorem čtyř obrazů Umučení Ježíše Krista a velkého kříže s ukřižovaným Kristem z mědi. Menší oltář sv. Anny nechal postavit Jakub Tayzík, který byl příslušníkem významné rodiny libochovických primasů, se svou manželkou Annou. Adam Krondl, bývalý hejtman panství Vlachovo Březí, zafinancoval sochu sv. Jana Nepomuckého umístěnou v kostele při příležitosti světcovy kanonizace a také později zrušený oltář sv. Barbory. Vdova po panském důchodním Anna Tomášková dal postavit v kostele oltář zasvěcený tehdy populární Panně Marii Klatovské. V prvních letech budování kostela bývá zmiňován ještě sedmý boční oltář neznámého zasvěcení. Ten byl umístěn naproti levému vchodu.
Další dva boční oltáře Madony a Archanděla Michaela jsou rokokové. Oltář sv. Jana Nepomuckého nechal v roce 1746 z vlastních prostředků přestavět farář Gallasch. Autorem obrazu je strahovský premonstrát Siardus Nosecký. V roce 1747 daroval kníže z Karel z Dietrichteinu kostelu ostatek sv. Klimenta, který získal od papeže Benedikta XIII. Relikviář, v podobě prosklené truhlice, je dílem doksanských premonstrátek. Slavnostně byl vložen do oltáře sv. Jana Nepomuckého během velikonočních svátků roku 1748. Původní oltář Panny Marie Klatovské byl v roce 1759 nahrazen oltářem zasvěceným Panně Marii Karlovské nákladem libochovického měšťana Antonína Paula a jeho manželky Anny a původní socha byla přemístěna do kostela v Solanech. Z pozůstalosti kněze Jana Podhorského byla založen oltář zasvěcený sv. Archandělu Michaelovi a farář Gallasch zafinancoval v roce 1763 malý oltáří sv. Aloise v blízkosti hlavního oltáře, který však byl krátce po jeho smrti zničen ohněm. Zasvěcení bočních oltářů se časem měnilo, nejčastější dvou bočních oltářů nejblíže hlavního vchodu.

### Ostatní vybavení
Dřevěná kazatelna s rokokovou výzdobou je z roku 1749 od Jana Josefa Kleina. Je ozdobena symboly evangelistů a sochou Dobrého pastýře na střížce. V roce 1751 ji pozlatil Jan Ditman z Bíliny.
V roce 1736 začal varhanář Matěj Guth z Čisté pracovat na varhanách. Po jeho předčasné smrti dokončil jeho dílo až jeho syn František v roce 1739. Tyto varhany jsou sochařsky vyzdobeny dvěma troubícími a jedním bubnujícím andělem. Rozsahem mají 16 rejstříků a celkově na jejich stavbu bylo ze zádušního jmění vynaloženo 960 zlatých.
V severní stěně se nachází znakový náhrobník Jana Kavkovce z Kavkovic z roku 1613.

## Okolí kostela
Kostel je obehnán plotem a zdí s barokní branou o dvou hranolových pilířích s kamennými vázami. Před polovinou 20. století byly do okolí kostela přeneseny tři sochy (sv. Roch, P. Marie, sv. Barbora) z různých míst ve městě.